# أليس كاستيلو
أليس كاستيلو هي بلدية في مقاطعة فرشيلي التابعة لإقليم بييمونتي الإيطالي، تقع على بعد حوالي 45 كيلومتر (28 ميل) شمال شرق مدينة تورينو وحوالي 25 كيلومتر (16 ميل) إلى الغرب من فيرتشيلي.
أليس معروفة منذ القرن العاشر. توجد هناك قلعة (لم يبقى منها سوى القليل من بقايا القرون الوسطى) وكنيسة أبرشية من القرن الثامن عشر للقديس نيكولاس.

## السكان
تطور النمو السكاني لـ أليس كاستيلو